# Pachyceramyia parvimaculata
Pachyceramyia parvimaculata är en tvåvingeart som först beskrevs av Stein 1920.  Pachyceramyia parvimaculata ingår i släktet Pachyceramyia och familjen husflugor.
Artens utbredningsområde är Texas. Inga underarter finns listade i Catalogue of Life.